# Catesbaea melanocarpa
Catesbaea melanocarpa là một loài thực vật có hoa trong họ Thiến thảo. Loài này được Urb. mô tả khoa học đầu tiên năm 1899.

## Hình ảnh

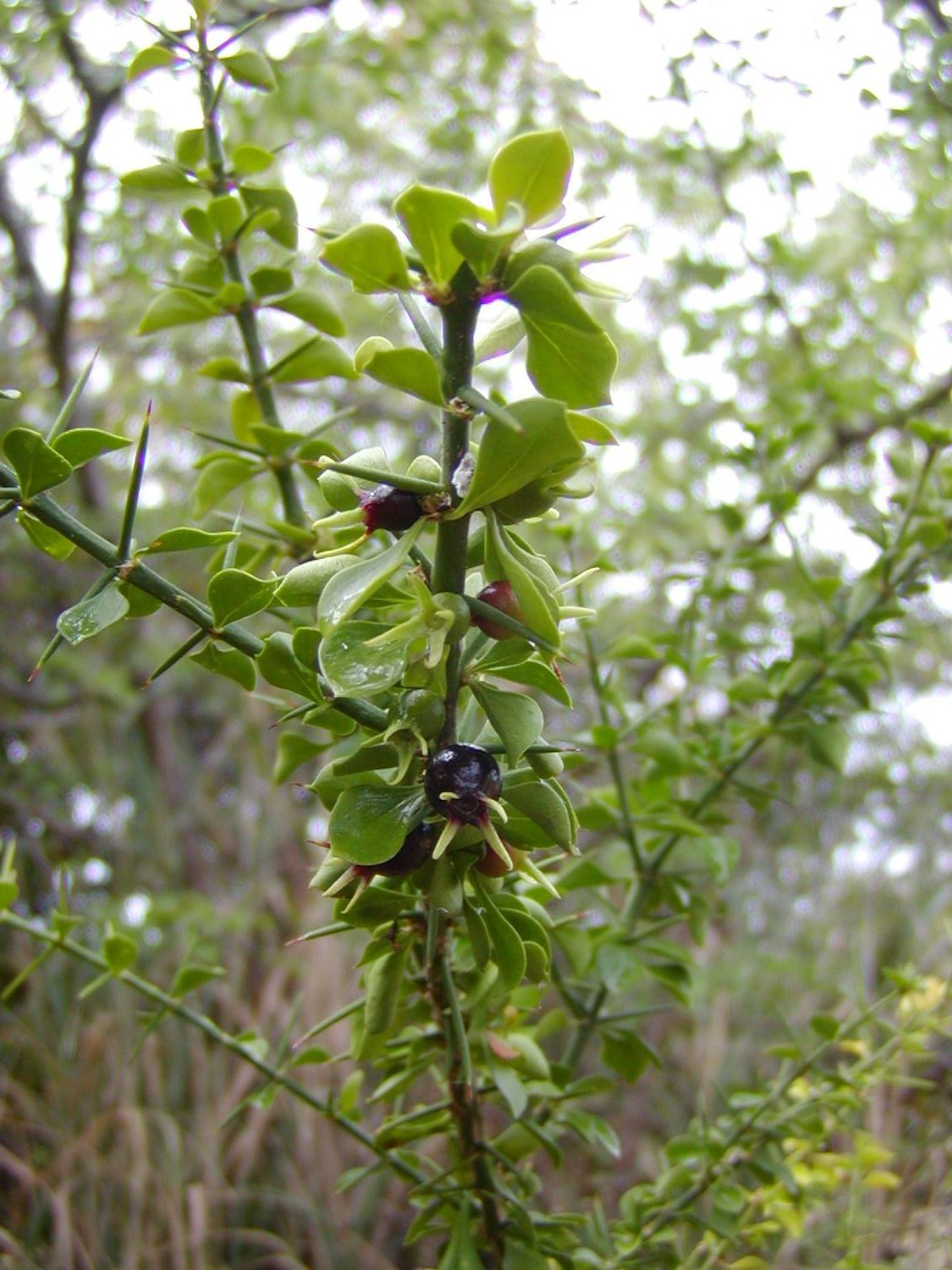
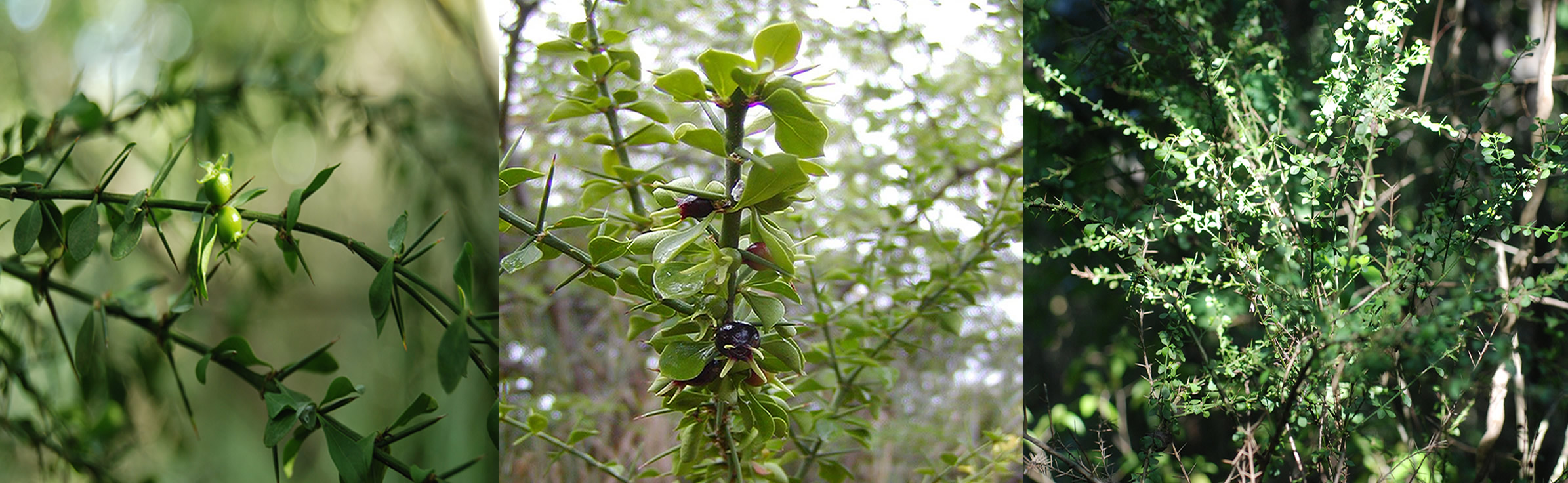